# Вельки Лапаш
Вельки Лапаш (словац. Veľký Lapáš) — село, громада округу Нітра, Нітранський край. Кадастрова площа громади — 8.16 км². Протікає річка Кадань.
Населення 1739 осіб (станом на 31 грудня 2018 року).

## Історія
Вельки Лапаш згадується 1113 року.

## Населення
| Рік:            | 1994. | 2004.   | 2014.   | 2024.    |
| --------------- | ----- | ------- | ------- | -------- |
| Кількість осіб: | 1106  | 1171    | 1212    | 2101     |
| Різниця:        |       | +5,87 % | +3,50 % | +73,34 % |

| Рік:            | 2023. | 2024.   |
| --------------- | ----- | ------- |
| Кількість осіб: | 2052  | 2101    |
| Різниця:        |       | +2,38 % |